# Khare Basnet
Khare Basnet, właśc. Kharga Benjamin Basnet (ur. 28 lutego 1956) – bhutański trener piłkarski.

## Kariera trenerska
Swą karierę rozpoczął w Bangladeszu – obejmował różne stanowiska w Bangladesh Football Federation, m.in. był głównym sekretarzem tej federacji.
W 2002, po zwycięskim meczu Bhutanu z Montserratem (4:0), Baset postanowił powrócić do kraju. Przeszedł do Bhutan Football Federation, a później został selekcjonerem reprezentacji Bhutanu. Pod jego wodzą Bhutan odniósł kolejne wielkie zwycięstwo, 6:0, z reprezentacją Guamu w 2003, co było jednocześnie najwyższą wygraną reprezentacji Bhutanu w historii. Trenował reprezentację Bhutanu do 2008 roku.
Obecnie Khare Basnet jest sekretarzem generalnym Federacji Piłki Nożnej w Bhutanie.